# 和歌山県道121号西川原名手市場線
和歌山県道121号西川原名手市場線（わかやまけんどう121ごう にしかわはらなていちばせん）は、和歌山県紀の川市を通る一般県道である。

## 概要
紀の川市西川原から紀の川市名手市場に至る。

### 路線データ
- 起点：和歌山県紀の川市西川原（和歌山県道122号西川原粉河線起点）
- 終点：和歌山県紀の川市名手市場（国道24号交点）
- 実延長：4.795 km

## 地理

### 通過する自治体
- 紀の川市

### 交差する道路
| 交差する道路                    | 交差する場所 | 交差する場所 |
| ------------------------------- | ------------ | ------------ |
| 和歌山県道122号西川原粉河線     | 西川原       | 起点         |
| 紀ノ川広域農道                  | 野上         |              |
| E24 京奈和自動車道 / 紀北東道路 | 野上         | [ 注釈 1 ]   |
| 和歌山県道126号粉河那賀線       | 馬宿         |              |
| 国道24号                        | 名手市場     | 終点         |

### 交差する鉄道
- 和歌山線

### 沿線
- 紀の川市立川原小学校
- JR西日本和歌山線 名手駅